# Jean-Jacques Kretzschmar
Jean-Jacques Kretzschmar, né le 11 janvier 1925 à Lille (Nord) et mort le 3 janvier 1985 à Dreux, est un footballeur français.
Il remporte à deux reprises le championnat de France de football, en 1946 avec le Lille OSC puis en 1947 avec le CO Roubaix-Tourcoing. Par ailleurs, il est le meilleur buteur du CORT en Division 1 avec 65 buts.
Il est par ailleurs le fils d'Henri Kretzschmar, vice-président du LOSC jusqu'en 1956.

## Statistiques
| Saison    | Club                        | Championnat | Championnat | Championnat | Coupe(s) nationale(s) | Coupe(s) nationale(s) | Total | Total |
| Saison    | Club                        | Division    | M.          | B.          | M.                    | B.                    | M.    | B.    |
| 1943-1944 | Olympique lillois           | Division 1  | -           | -           | 2                     | 2                     | 2     | 2     |
| 1944-1945 | Lille OSC                   | Division 1  | -           | -           | 1                     | 0                     | 1     | 0     |
| 1945-1946 | Lille OSC                   | Division 1  | 8           | 3           | -                     | -                     | 8     | 3     |
| 1946-1947 | CO Roubaix-Tourcoing (prêt) | Division 1  | 11          | 5           | 2                     | 0                     | 13    | 5     |
| 1947-1948 | Lille OSC                   | Division 1  | 2           | 1           | -                     | -                     | 2     | 1     |
| 1948-1949 | CO Roubaix-Tourcoing        | Division 1  | 30          | 17          | 2                     | 2                     | 32    | 19    |
| 1949-1950 | CO Roubaix-Tourcoing        | Division 1  | 28          | 11          | 1                     | 0                     | 29    | 11    |
| 1950-1951 | CO Roubaix-Tourcoing        | Division 1  | 30          | 15          | 1                     | 0                     | 31    | 15    |
| 1951-1952 | CO Roubaix-Tourcoing        | Division 1  | 27          | 17          | 2                     | 2                     | 29    | 19    |
| 1952-1953 | AS Monaco                   | Division 2  | 21          | 13          | 3                     | 1                     | 24    | 14    |
| 1953-1954 | FC Sète                     | Division 1  | 16          | 6           | 2                     | 0                     | 18    | 6     |